# Galo de Clermont
San Galo de Clermont (también Gall) (c. 489 – c. 553) fue el decimosexto obispo de Clermont, ocupando el cargo desde 527 hasta 551. Este obispo de Clermont comparte el nombre con un obispo de la misma archidiócesis que, aunque gozó de menos popularidad que el primer Galo, también es venerado como santo. 

## Biografía
Galo procede de una familia de senadores romanos en Clermont-Ferrand, (Auvergne) cerca 489. Su madre descendía de la familia de Vettius Apagatus, un mártir reverenciado en Lyon. Aunque sus padres le propusieron casarse con la hija de un respetable senador, Galo tenía otros planes y se retiró al monasterio de Cournon. Una vez conseguida el consentimiento de sus padres, empezó una vida de pobreza y austeridad. La inteligencia y piedad de Galo le dieron la posibilidad de ser el consejero de Quintiano, obispo de Clermont, que lo ordenó sacerdote.
Teodorico I, rey de Austrasia, invadió Auvergne y tomó a Gal prisionero. Ocupó el cargo del oratorio en el palacio y consiguió la libertad después de unos años para volver a Clermont.
Cuando Quintiano murió en 527, Galo fue elegido como su sucesor en el obispado de Clermont. Fue durante este tiempo cuando se dieron muestras sobradas de la ecuanimidad extraordinaria del religioso. Gal desempeñó un importante papel político y religioso como obispo de Clermont. Llegó a ser conocido como un defensor de los derechos de la Iglesia contra Sivigaldo, el gobernador nombrado por Teodorico. El evento principal de su episcopado fue el Concilio de Clermont en el año 535. También participó en los concilios de Orleans Cuarto (541) y Quinto (549). 